# 安同
安同（4世纪？—429年），遼東胡人。北魏官員，官至征東大將軍、冀青二州刺史。

## 先代
安同的祖先來自安息國，東漢時以安息王侍子身份到洛陽，經歷過三國和西晉的戰亂後終選定了遼東避難，並以此為家。安同父親安屈在前燕當殿中郎將，前燕亡後入秦，因為友人公孫眷的妹妹被賜給劉庫仁為妻而到了劉庫仁的獨孤部。

## 生平
安同最初跟著公孫眷做商販，他欣賞拓跋珪有濟世之才，於是留在他身邊。登國元年（386年），拓跋珪建北魏，是為魏道武帝，但劉顯自西燕迎道武帝叔父拓跋窟咄，意圖爭奪其魏王之位。時道武帝就北走至賀蘭部以陰山自守，並派了安同和長孫賀向後燕求援，期間長孫賀叛奔窟咄，而安同經小道成功走到燕都中山，並成功令燕王慕容垂派遣慕容麟領六千步騎助魏平亂。安同與燕使蘭紇先一同北歸，但到牛川時遭窟咄侄兒拓跋意烈阻截，安同躲在商賈的行囊中，入夜就躲到空井中，成功避過了意烈部眾，並在隨後與慕容麟大軍會合。留在賀蘭部的道武帝部眾久未見援，賀蘭部人賀染干招引窟咄北來，這令眾人恐懼，人心渙散，北部大人叔孫普洛等人及諸烏丸更逃奔至劉衞辰處。慕容麟聽聞魏部情況，於是立即派安同等人回去，魏人從而得知後燕援軍已近，人心也稍見安定。道武帝接著移兵牛川，在于延水南屯兵，又派安同聯絡慕容麟約定進攻日期。安同回來後，魏軍出代谷，與慕容麟同時進襲屯駐在高柳的拓跋窟咄，窟咄自知劣勢，望風而逃，終為劉衞辰所殺，餘眾亦為北魏所接收。安同得屢合道武帝心意，故得其寵信，任命為外朝大人，與和跋等寵臣都常常出入禁中，多次參與處理各項事務。後來道武帝賞賜眾臣，安同亦以功多而獲賜妻妾及隸戶三十，二十匹馬及五十隻羊，並加廣武將軍。
天興五年（402年），北魏與後秦爆發柴壁之戰，道武帝親率大軍於柴壁圍困秦將姚平統領的大軍，安同亦有隨軍。面對後秦君主姚興親自救援，道武帝打算加厚包圍圈以作抵禦，但安同此時獻計，指出汾水以東有一處叫蒙坑的地區，長三百餘里的距離都無小路通進，建議魏軍以浮橋過汾水並於汾西築圍，阻止秦軍經汾西之路增援柴壁即能取勝。道武帝聽從，而最終秦軍受阻於汾西，無法接近柴壁，經蒙坑進兵亦被魏軍設下的埋伏擊敗，無力救援之下柴壁亦終為魏軍所破，盡俘其眾。戰後安同以出謀之功賜爵北新侯，加安遠將軍。
天賜六年（409年），清河王拓跋紹以兵變殺害道武帝，自行即位。齊王拓跋嗣當時在外，潛返平城後就派使者夜報安同，讓他招集眾人，眾人響應之下拓跋紹為衞士所捕，被誅殺，拓跋嗣隨後繼位，是為魏明元帝，並以安同、崔宏、長孫嵩等八人坐止車門右參理朝政刑訟事，號為「八公」。後明元帝又命安同與賀護持節巡察并定二州以及一眾在山中聚居的各民族及丁零人，安撫他們、問其疾苦，以及糾舉不法的地方官員。安同到并州後發現并州轄下郡縣官員大多都不守法，并州刺史更擅自任命古彤為晉陽令，在當地收賄獲利。安同將這些事都上報給明元帝，明元帝亦遵安同所請按律將他們加以懲治，遂整肅了各地官員的風氣。安同接著東出并陘，走到鉅鹿，以每四戶徵一人的方式集合民伕修治大嶺山，開天門關道，以及在宋子建塢堡，以鎮靜郡縣。同行的賀護妒忌安同得人心，於是誣陷安同聚眾結塢，圖謀不軌。明元帝也認為安同在當地擅自徵集人力並不妥當，於是命人將之押還平城，群臣在議論其罪時都認為應當嚴懲，以儆效尤，但明元帝念在安同這様做都是一心為公，並無惡意，就釋放了他。
泰常七年（422年），明元帝患病，以泰平王拓跋燾監國，安同則擔當其左輔。同年，明元帝乘南朝宋宋武帝去世的機會侵略宋河南地，拜安同為右光祿大夫。又同年，拓跋燾北鎮塞外，明元帝又正南巡為攻滑臺的奚斤等軍聲援，就留了安同與安定王拓跋彌留鎮平城。泰常八年（423年），拓跋燾繼位，是為魏太武帝，進安同爵高陽公，拜光祿勳。不久除征東大將軍、冀青二州刺史。神䴥二年（429年），安同去世，朝廷追贈高陽王爵，諡恭惠。

## 性格特徵
安同性格端莊嚴謹，而且聰明，而且奉公守法，一次安同長子安屈在太倉監守自盜，偷了數百粳米想要給親人吃，安同大怒之下請求處死安屈，亦彈劾自己教子無方。明元帝寛恕了安屈，又下令以後都向安同送粳米。安同在朝亦明察和毫，擅於考核官員，治家井井有條，故得當時稱許。不過，晚年安同在冀州卻開始經營財產，並且大肆修建建築，影響了百姓。

## 子女
- 安屈
- 安原，官至尚書左僕射，加侍中、征南大將軍，封河間公，曾率軍大敗柔然。但後來因為向盧魯元請婚被拒而報復誣陷對方，甚至圖謀起兵而遭誅殺。
- 安頡，官至冠軍將軍，西平公，曾參與討伐胡夏以及反擊劉宋元嘉北伐等戰事，皆有戰功。
- 安聰，內侍。
- 安薩，龍驤將軍、給事黃門侍郎，爵廣宗侯。

## 延伸阅读
[在维基数据编辑]
 《魏書/卷30》，出自魏收《魏书》
 《北史·卷020》，出自李延壽《北史》